# مسابقه آواز یوروویژن ۱۹۸۲
مسابقه آواز یوروویژن ۱۹۸۲ ۲۷مین دوره از مسابقات آواز یوروویژن بود که در Harrogate International Centre، هروگیت، بریتانیا برگزار شد. برنده آن کشور آلمان بود.